# Dot Lake Village
Dot Lake Village (Tanacross: Kelt’aaddh Menn’) ist ein Ort und ein census-designated place (CDP) in der Southeast Fairbanks Census Area in Alaska in den Vereinigten Staaten. Das U.S. Census Bureau hatte bei der Volkszählung 2020 eine Einwohnerzahl von 23 ermittelt.

## Geographie
Dot Lake Village befindet sich im oberen Tanana Valley am linken Flussufer des Tanana River 64 km westnordwestlich von Tok sowie 90 km ostsüdöstlich von Delta Junction. Das CDP-Gebiet entspricht annähernd einem rechteckigen Areal mit eine Längsausdehnung in SW-NO-Richtung von 4,3 km sowie eine Breite von 2,4 km. Der Alaska Highway (Alaska Route 2) führt entlang der südwestlichen CDP-Grenze. Der Tanana River fließt entlang der nordöstlichen CDP-Grenze. Das CDP-Gebiet wird im Osten, im Süden und im Westen vom Dot Lake CDP umschlossen.

## Geschichte
Dot Lake Village ist ein überwiegend von Athabasken bewohntes Dorf. Im Jahr 2000 wurde Dot Lake Village aus dem Dot Lake CDP herausgelöst und bildet seitdem ein eigenständiges CDP.

## Demografie
Zum Zeitpunkt der Volkszählung im Jahre 2020 (U.S. Census 2020) hatte Dot Lake Village 23 Einwohner auf einer Landfläche von 11,33 km². Von den Einwohnern waren 3 Weiße sowie 12 amerikanisch-indianischer Abstammung. Beim Zensus 2000 wurde eine Einwohnerzahl von 38 ermittelt, beim Zensus 2010 war die Zahl 62.